# District de Purulia
Le district de Purulia (bengali : পুরুলিয়া জেলা) est un district de l’État indien du Bengale-Occidental.

## Géographie
Le district a une population de 2 927 965 habitants en 2011 pour une superficie de 6 259 km2.